# Bacúrio II de Gogarena
Bacúrio (em latim: Bacurius; em grego: Βακούριος; romaniz.: Bakoúrios; em georgiano: ბაკურ; romaniz.: Bakur) foi um vitaxa (vice-rei) de Gogarena do século V da dinastia mirrânida, ativo durante o reinado do xainxá Isdigerdes II (r. 438–457). 

## Nome
Pácoro (Pacorus; Πάκορος, Πακώρος, Παχορος, Pákoros, Pakṓros, Pachoros), Pacores (Πακορης, Pakorēs), Pácuro (Πάκουρος, Pákouros), Pacúrio (Pacurius; Πακούριος, Pakoúrios) ou Bacúrio (Bacurius; Βακούριος, Bakoúrios) são as formas latina e grega do iraniano médio Pacur (Pakur), derivado do iraniano antigo Baguepur (bag-puhr), "filho de um deus". Foi registrado em armênio (Բակուր) e georgiano (ბაკური) como Bacur (Bakur), em siríaco como Pacor (ܦܩܘܪ, Paqor), em gandari como Pacura (𐨤𐨐𐨂𐨪) e em aramaico como Pacur (𐡐𐡊𐡅𐡓𐡉, pkwry).

## Vida
A data de nascimento de Bacúrio é desconhecida. Pertencia à dinastia local de Gogarena e segundo reconstrução de Cyril Toumanoff, era filho de Axuxa I e pai de Axuxa II. Em meados do século V, foi empossado como vitaxa. Em 449/55, registra-se que casou com a irmã do rei da Ibéria Vactangue I (r. 447–522).